# Phalaenopsis maculata
Phalaenopsis maculata är en orkidéart som beskrevs av Heinrich Gustav Reichenbach. Phalaenopsis maculata ingår i släktet Phalaenopsis och familjen orkidéer. Inga underarter finns listade i Catalogue of Life.